# Claude Guyon
Pour les articles homonymes, voir Guyon.
Claude Guyon est un ecclésiastique et homme politique français né le 24 octobre 1724 à Toulouse (Haute-Garonne) et décédé le 3 décembre 1801 au même lieu.

## Biographie
Curé de Baziège, il est député du clergé aux états généraux de 1789 pour la sénéchaussée de Castelnaudary.

## Sources
- « Claude Guyon », dans Adolphe Robert et Gaston Cougny, Dictionnaire des parlementaires français, Edgar Bourloton, 1889-1891 [détail de l’édition]